# Список персонажей телесериала «Танцевальная лихорадка!»

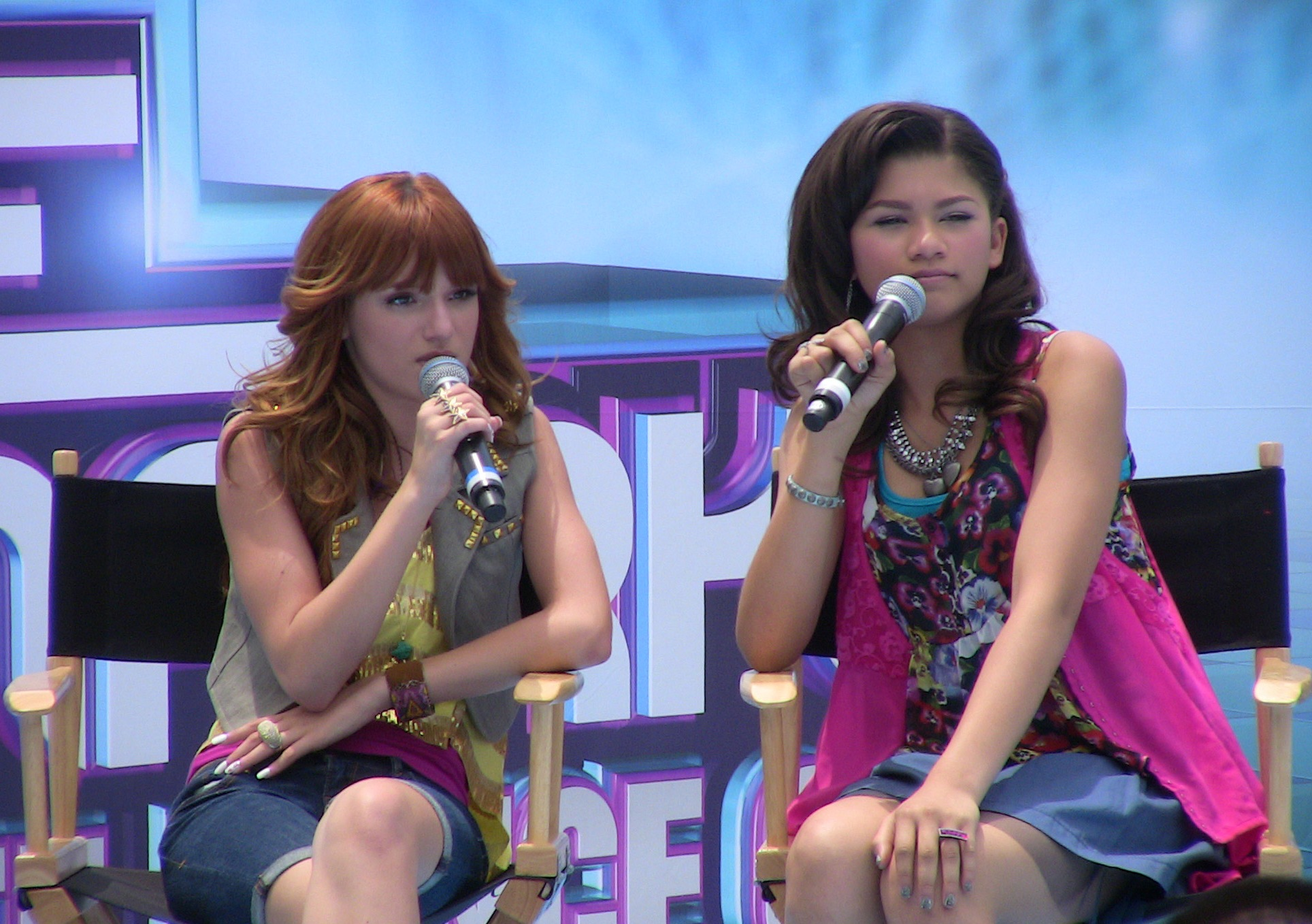
Белла Торн и Зендея

Здесь представлен список персонажей американского телесериала канала Disney «Танцевальная лихорадка!».

## Главные персонажи

### СиСи Джонс
Сесилия «СиСи» Джонс (англ. Cecelia «CeCe» Jones, играет Белла Торн) — 13-летняя девушка, участница танцевального подросткового шоу «Танцевальная лихорадка». Любит танцевать, мечтает стать профессиональной танцовщицей. Её лучшая подруга — Рокки Блю, с которой она познакомилась в возрасте 5-лет на уроке в балетной школе. Не любит школу, слабо учится. В одной из серий выясняется, что СиСи страдает дислексией. СиСи обожает наряды и прически, всегда хорошо и красиво выглядит. Очень часто делает всякие глупости. В своих поступках она зачастую проявляет эгоизм, хотя, когда она пытается доказать обратное, становится только хуже. Кроме дислексии, Сиси также страдает боязнью темноты.

### Рокки Блю
Ракель «Рокки» Опра Блю любит танцевать, мечтает стать профессиональной танцовщицей, лучшая подруга СиСи, несмотря на полностью противоположный характер. Хорошо учится, пример прилежной ученицы. Боится кого-либо обидеть. Несмотря на благие намерения, помешана на благотворительности, чем порой пугает СиСи и остальных. Играет Зендая.

### Флинн Джонс
Флинн Джонс — младший брат СиСи, очень смешной персонаж, постоянно попадает в смешные ситуации. Общается с Таем и Дьюсом. Любит говорить «Я открою мам!» или «Я возьму мам!».

### Тай Блю
Тай Блю — старший брат Рокки, лучший танцор в шоу, хотя участвовать в «Лихорадке» отказывается. Своими танцами привлекает внимание девушек. Приходит на помощь Рокки и СиСи, когда они попадают в неприятности. Играет Рошон Фиган.

### Дьюс Мартинес
Мартин Дьюс Мартинас друг Рокки и СиСи, постоянно пытается что-то продать и это что-то таскает в своей куртке. Всегда ходит с наушниками, подходящими по цвету к его одежде. Играет Адам Иригойен. Умеет говорить на испанском. У него есть брат-близнец Гарри. Встречается с Диной Гарсия.

### Гюнтер Хессенхеффер
Немец из «маленькой горной страны». Учится вместе со своей сестрой-близнецом Тинкой, Рокки и СиСи. Как и его сестра, все время ходит в пестрой одежде с блестками. Считает, что Рокки и СиСи никудышные танцовщицы. Играет Кентон Дьюти. Любит носить блестки со своей сестрой Тинкой.

### Тинка Хессенхаффер
Сестра Гюнтера. Каждый раз, оказываясь на публике, салютуют фразой: «Я есть Гюнтер! А я есть Тинка! Унт ми есть Хессенхэфферы!». Вместе с братом участвует в «Танцевальной Лихорадке». С особой заботой относится к своим волосам. В первом сезоне — эпизодическая роль, во втором — главная роль. Играет
Кэролайн Саншайн.

## Второстепенные персонажи

### Гарри Уайлд
- Брэндон Джонсон — Гарри Уайльд — Ведущий шоу Танцевальная лихорадка

### Джорджия Джонс
- Анита Бароне — Джорджия Джонс — Мама Сиси и Флинна. Полицейская.

### Марси Блю
- Карла Рената — Марси Блю Мама Рокки и Тая

### Доктор Кёртис Блю
- Фил Моррис — Доктор Кёртис Блю Папа Рокки и Тая.

### Генри
- Бадди Хэндлсон — Генри — Лучший друг Флинна

### Дина Гарсия
- Айнсли Бейли — Дина Мария Луизиа Щварц Гарсия

### Дядя Фрэнк
- Джим Пирри — Дядя Фрэнк

### Клаус Хессенхеффер
- Николай Браико — Клаус Хессенхеффер